# 杨迈
杨迈（1923年—），曾用名邵剑弢，河北黄骅人，中华人民共和国政治人物、外交官。

## 生平
1946年，就读于北京大学。1947年，任华北学联人权保障委员会常委。1948年初，任北平市大学师生员工联防自卫队总队长，5月离开北平，前往华北军政大学政教部任理论教员。1950年5月，调入外交部工作，任外交部办公厅人事处干部教育科科员，后升任副科长。1955年，人事处升格为外交部人事司，仍任人事司干部教育科副科长，后升任科长。1960年，任外交部美洲澳洲司古巴科科长，后外派任驻古巴大使馆二等秘书。1969年，在外交部湖北干校劳动。1971年，任湖北省革命委员会外事组负责人。1972年，任驻阿根廷大使馆一等秘书。1975年，任驻特立尼达和多巴哥大使馆一等秘书、临时代办。回国后任外交部美洲大洋洲司四处处长，后升任外交部美大司副司长。1983年7月，出任中华人民共和国驻圭亚那大使。1984年10月，出任中华人民共和国驻秘鲁大使。1988年3月，自驻秘鲁大使离任。1992年12月，中国古巴友好协会恢复运作，杨迈任副会长。

## 荣誉
- 大十字级秘鲁太阳勋章（1988年3月15日）[5]